# Stefan Nilsson (ishockeyspelare född februari 1968)
John Stefan Nilsson, född 19 februari 1968 i Mjölby församling, Östergötlands län, är en svensk före detta professionell ishockeyspelare.
Nilsson värvades till HV71 i Elitserien från Division 2-klubben Mjölby Södra IF inför säsongen 1986/87. Efter fyra säsonger i HV71 lämnade han laget för att sedan spela resten av karriären i lägre divisioner. Efter tre säsonger med Linköping HC avslutade han ishockeykarriären med att under två säsonger spela för Tranås AIF Hockey.

## Karriär

### Klubblag
Vid 17-års ålder spelade Nilsson för Mjölby Södra IF i Division 2, där han under säsongen 1985/86 hade ett poängsnitt på över två poäng per match. På 29 matcher stod han för 66 poäng. Säsongen därpå värvades Nilsson till Elitserien av HV71. Under sin debutsäsong i HV spelade han 19 matcher och noterades för ett mål och en assistpoäng. Säsongen 1987/88 kom att bli Nilssons poängmässigt främsta i HV71 och Elitserien då han på 28 matcher stod för 18 poäng (11 mål, 7 assist). Under denna säsong spelade han också sitt första SM-slutspel. HV71 slog dock ut i kvartsfinalserien mot IF Björklöven med 2–0 i matcher. Vid NHL-draften sommaren 1988 valdes Nilsson av Calgary Flames i den sjunde rundan som nummer 147 totalt. Därefter spelade han sin tredje säsong med HV71 och spelade också sitt andra slutspel. Även denna gång slogs laget ut i kvartsfinal, denna gång mot Leksands IF (2–1 i matcher).
Nilsson gjorde sedan ytterligare en säsong i HV71 innan han lämnade klubben för spel med Linköping HC i Division 1. Under sin första säsong i LHC snittade Nilsson en poäng per match och vann lagets interna poängliga. Klubben degraderades dock och säsongen därpå gjorde han 48 poäng på 33 matcher i Division 2. Säsongen 1992/93 spelade Nilsson endast sju matcher för Linköping. Dessa matcher kom att bli hans sista i klubben då han säsongen därpå anslöt till Tranås AIF Hockey. Totalt spelade han 65 matcher för Tranås och noterades för 56 poäng (35 mål, 21 assist).

### Landslag
Nilsson blev uttagen att spela JVM 1988 i Sovjetunionen. Sverige besegrade Polen, Västtyskland och USA, men föll mot Kanada, Sovjetunionen och Finland. Mot Tjeckoslovakien spelade man lika. Sverige slutade femma i turneringen och på dessa sju matcher noterades Nilsson för fyra poäng (tre mål, en assist).

## Statistik

### Klubblag
| 1985–86           | Mjölby Södra IF   | Div. 2            | 29  | 45 | 21 | 66 | —  | — | — | — | — | — |
| 1986–87           | HV71              | Elitserien        | 19  | 1  | 1  | 2  | 0  | — | — | — | — | — |
| 1987–88           | HV71              | Elitserien        | 28  | 11 | 7  | 18 | 14 | 2 | 0 | 0 | 0 | 0 |
| 1988–89           | HV71              | Elitserien        | 30  | 7  | 3  | 10 | 18 | 3 | 0 | 0 | 0 | 0 |
| 1989–90           | HV71              | Elitserien        | 28  | 3  | 0  | 3  | 18 | — | — | — | — | — |
| 1990–91           | Linköping HC      | Div. 1            | 32  | 22 | 10 | 32 | 78 | — | — | — | — | — |
| 1991–92           | Linköping HC      | Div. 2            | 33  | 20 | 28 | 48 | 73 | — | — | — | — | — |
| 1992–93           | Linköping HC      | Div. 2            | 7   | 3  | 7  | 10 | 18 | — | — | — | — | — |
| 1993–94           | Tranås AIF Hockey | Div. 2            | 33  | 27 | 16 | 43 | 37 | — | — | — | — | — |
| 1994–95           | Tranås AIF        | Div. 1            | 32  | 8  | 5  | 13 | 28 | — | — | — | — | — |
| Elitserien totalt | Elitserien totalt | Elitserien totalt | 105 | 22 | 11 | 33 | 50 | 5 | 0 | 0 | 0 | 0 |

### Internationellt
| År            | Lag           | Turnering     | Matcher | Mål | Assists | Poäng | Utv. |
| ------------- | ------------- | ------------- | ------- | --- | ------- | ----- | ---- |
| 1988          | Sverige       | JVM           | 7       | 3   | 1       | 4     | 6    |
| Junior totalt | Junior totalt | Junior totalt | 7       | 3   | 1       | 4     | 6    |